# Nova deca
Nova deca (in serbo Нова деца?, lett. "nuovi bambini") è un singolo del compositore e cantante serbo Sanja Ilić in collaborazione con i Balkanika, pubblicato l'11 aprile 2018 su etichetta discografica Universal Music Denmark.
Scritto da Sanja Ilić, Tanja Ilić e Danica Krstić, il brano è stato selezionato per il Beovizija 2018, processo di selezione nazionale per l'Eurovision Song Contest. Nella serata finale del programma il gruppo è stato proclamato vincitore del programma, avendo ottenuto il massimo dei punteggi da parte della giuria e del pubblico. Questo gli ha concesso il diritto di rappresentare la Serbia all'Eurovision Song Contest 2018, a Lisbona, in Portogallo.
Il brano ha gareggiato nella seconda semifinale del 10 maggio 2018, qualificandosi per la finale del 12 maggio, dove ha raggiunto il 19º posto.

## Tracce
Download digitale
1. Nova deca – 3:09
2. New Children (English-Raggae Version) – 3:09